# Desisopsis maculata
Desisopsis maculata är en skalbaggsart som beskrevs av Hüdepohl 1995. Desisopsis maculata ingår i släktet Desisopsis och familjen långhorningar.
Artens utbredningsområde är Filippinerna. Inga underarter finns listade i Catalogue of Life.